# Arekeri Forest - I, Virajpet
Arekeri Forest - I là một làng thuộc tehsil Virajpet, huyện Kodagu, bang Karnataka, Ấn Độ.